# The Longest Yard (1974)
The Longest Yard is een Amerikaanse filmkomedie uit 1974 onder regie van Robert Aldrich.

## Verhaal
De veroordeelde ex-footballspeler Paul Crewe wordt tijdens zijn verblijf in de cel aanvoerder van een haveloze sportploeg. Hij en zijn maats moeten spelen tegen de zorgvuldig gekozen ploeg van de gevangenisdirecteur.